# Anaxagorea brachycarpa
Anaxagorea brachycarpa är en kirimojaväxtart som beskrevs av Robert Elias Fries. Anaxagorea brachycarpa ingår i släktet Anaxagorea och familjen kirimojaväxter. Inga underarter finns listade i Catalogue of Life.